# Comuna de Szczytna
Szczytna (polaco: Gmina Szczytna) é uma gminy (comuna) na Polónia, na voivodia de Baixa Silésia e no condado de Kłodzki. A sede do condado é a cidade de Szczytna.
De acordo com os censos de 2004, a comuna tem 7401 habitantes, com uma densidade 55,6 hab/km².

## Área
Estende-se por uma área de 133,16 km², incluindo:
- área agrícola: 31%
- área florestal: 62%

## Demografia
Dados de 30 de Junho 2004:
|                      | Total   | Total | Mulheres | Mulheres | Homens  | Homens |
| -------------------- | ------- | ----- | -------- | -------- | ------- | ------ |
|                      | pessoas | %     | pessoas  | %        | pessoas | %      |
| População            | 7401    | 100   | 3767     | 50,9     | 3634    | 49,1   |
| Densidade (pop./km²) | 55,6    | 100   | 28,3     | 28,3     | 27,3    | 27,3   |

De acordo com dados de 2002, o rendimento médio per capita ascendia a 1144,09 zł.